# Абрамов, Иван Иванович
Ива́н Ива́нович Абра́мов (1912—1990) — советский бриолог, кандидат географических наук (1953).

## Биография
Родился 14 июля 1912 года в посёлке Петровский рудник недалеко от Юзовки. Окончив школу, работал лаборантом ихтиолога на Северском Донце, затем — шахтёром и маркшейдером. В 1934 году поступил на биологический факультет Ленинградского университета. В 1939 году окончил биологический факультет и поступил в аспирантуру географического факультета. Вскоре женился на Анастасии Лаврентьевне Токуновой (1915—2012).
В конце 1939 года был направлен на Карельский фронт военным метеорологом, воевал на Волховском и Прибалтийском фронтах до окончания Второй мировой войны. Награждён орденом Красной Звезды и медалями.
После войны продолжил обучение, затем остался на кафедре фитогеографии, где работал ассистентом, с 1954 года — доцент. В 1953 году получил степень кандидата географических наук за диссертацию «Анализ флоры Юго-Осетии». На протяжении длительного времени Абрамов занимался изучением флоры мхов Кавказа, Поволжья, Южного Урала.
С 1958 года И. И. Абрамов и А. Л. Абрамова работали в отделе споровых растений Ботанического института в Ленинграде. В частности, они занимались изучением бриофлоры труднодоступных регионов СССР и проблемы эндемизма у мхов. В 1969 году Иван Иванович стал заведующим Отделом низших растений БИНа.
И. И. Абрамов был редактором «Определителя лишайников СССР» и «Определителя листостебельных мхов СССР». С 1965 года он работал в редакции «Новостей систематики низших растений», в 1973 году стал главным редактором этого журнала.
Скончался 11 января 1990 года.

## Некоторые научные публикации
- Абрамова А. Л., Абрамов И. И. Материалы к флоре печёночных мхов Юго-Осетии // Труды Ботанического института АН СССР, сер. 2. — 1953. — Т. 8. — С. 375—402.
- Абрамов И. И. Рододендроновые верещатники высокогорий Юго-Осетии // Учёные записки ЛГУ. — 1954. — Т. 166. — С. 355—384.
- Абрамов И. И. К вопросу об истории растительного покрова Юго-Осетии // Учёные записки ЛГУ. — 1956. — Т. 219. — С. 257—278.
- Абрамова А. Л., Абрамов И. И. Киммерийские мхи Дуаба (Абхазия) // Труды Ботанического института АН СССР, сер. 2. — 1959. — Т. 12. — С. 301—359.
- Абрамов И. И., Савич-Любицкая Л. И. Тип Bryopsida. Мохообразные // Основы палеонтологии / ред. Ю. А. Орлов. — М., 1963. — Т. «Водоросли, мхи, псилофиты, плауновые, членистостебельные, папоротники». — С. 344—414.
- Абрамов И. И. Проблема эндемизма у листостебельных мхов // Комаровские чтения Ботанического института АН СССР. — 1969. — Т. 22. — С. 1—55.
- Абрамова А. Л., Абрамов И. И. К пониманию некоторых дальневосточных мхов СССР // Новости систематики низших растений. — 1981. — Т. 18. — С. 153—178.
- Абрамов И. И., Абрамова А. Л. Конспект флоры мхов Монгольской народной республики // Биологические ресурсы и природные условия Монгольской народной республики. — 1983. — Т. 17. — 222 с.